# 莫伊茲·邦比托
莫伊茲·邦比托·隆蓬古（法語：Moïse Bombito Lumpungu；2000年3月30日—）是一名加拿大足球員，在場上司職後衛。現效力於法甲球隊尼斯和加拿大國家男子足球隊。

## 生平

### 俱樂部生涯
2022年12月，邦比托在美職聯選秀中以探花順位被科羅拉多急流選中。然而，他在2023賽季揭幕戰後不久就在訓練中受傷，缺陣足有兩個月。2023年5月，傷癒復出的邦比托被下放到科羅拉多急流的預備隊。預備隊首秀一週後，邦比托終於在對戰費城聯合的比賽中迎來了自己的一線隊首秀。

### 國家隊生涯
2023年5月，邦比托首次入選加拿大男足出戰2023年中北美洲及加勒比海國家聯賽決賽周的預選大名單，但並未入選最終大名單。然而在一個月後，由於德雷克·科爾尼利厄斯因故退出，因此主教練約翰·赫德曼補充徵召邦比托進入大國家隊。邦比托在對陣美國的總決賽上擔任替補，但並未上場。
不久之後，邦比托再次入選加拿大男足大名單，隨隊出戰2023年美洲金盃。6月27日，邦比托在對戰瓜德羅普的比賽中首發上陣，而這也是他第一次為加拿大國家一線隊上陣。
2024年6月，邦比托入選加拿大男足出戰2024年美洲國家盃的大名單。他在三場比賽中都首發上陣。